# Biesówko
Biesówko (niem. Klein Bössau, 1927–1945 Klein Bößau) – wieś w Polsce położona w województwie warmińsko-mazurskim, w powiecie olsztyńskim, w gminie Biskupiec. Wieś znajduje się w historycznym regionie Warmia.
Leży w pobliżu południowego końca jeziora Tejstymy. Przez wieś przebiega droga gminna Biesowo- Kikity. W wiosce znajduje się zabytkowa neogotycka kapliczka z 1825 z dzwonnicą oraz cmentarzyk prawosławny z okresu pierwszej wojny światowej. Na północ od wioski znajduje się kompleks leśny leśnictwa Kikity.

## Historia
Wieś lokowana 24 lipca 1354 na prawie chełmińskim, jako wieś szlachecka. Dwaj rycerze, bracia Mikołaj i Santirme, wnieśli roszczenia do wsi Wojnity, która należała do biskupa. Powoływali się na przywilej biskupa warmińskiego Henryka Fleminga. Spór zakończył się decyzją sądu polubownego, który polecił biskupowi warmińskiemu Janowi z Miśni dać w drodze odszkodowania wspomnianym braciom obszar podwójnej wielkości w innym miejscu. Biskup wyznaczył 60 włók ziemi, z których rycerze wydzielili 20 włók na własny folwark (późniejsze Biesówko) oraz 40 włók przeznaczyli na wieś czynszową (Biesowo) i osadzili chłopów. Osadnicy byli zobowiązani do pracy w Biesówku i otrzymali 10 lat wolnizny. Rycerze zobowiązani byli do jednej służby zbrojnej w czasie wojny oraz czynszu rekognicyjnego i płużnego. Osadzeni chłopi zobowiązani byli do pracy przy budowie i naprawie zamków biskupów. W drodze łaski zapewniono ich, że nie będą wzywani do prac przy zamku w odległym Braniewie. Wspomnianym rycerzom przysługiwało sądownictwo niższe, prawo połowu ryb w Jeziorze Tejstymy oraz uzyskali przywilej do młynu na prawie chełmińskim wraz z niewielkim ogrodem (przywilej odnowiony w 1412 r.).
W 1486 r. Biesówko wraz z Biesowem przeszło w posiadanie kapituły dobromiejskiej. Biesówko – dotychczasowy majątek szlachecki – zmienione zostało w wieś czynszową.
W latach 1975–1998 miejscowość należała administracyjnie do województwa olsztyńskiego.